# Девід Ліндсей
Девід Ліндсей (англ. David Lindsay; 3 березня 1876 — 16 липня або червень 1945) — британський письменник-фантаст, автор роману «Подорож до Арктуру» (1920).

## Біографія
Ліндсей народився в шотландській родині у Лондоні, працював страховим клерком в компанії Ллойда, брав участь у Першій світовій війні, після чого переїхав до Корнуолла і став письменником.
За життя книги Ліндсея не мали попиту. Посмертна популярність прийшла до нього після перевидання в 1968 році роману «Подорож до Арктуру».

## Книги
Дебютний і найвідоміший роман Девіда Ліндсея «Подорож до Арктуру» був опублікований в 1920 році і пройшов непоміченим. Книга, що вважається науково-фантастичною, являє собою також і класичний містико-філософський твір, де химерні пригоди головного героя, що полетів з Землі на далеку планету Торманс, перетворюються на етапи духовної еволюції і ведуть його до осягнення суті речей.
Після «Подорожі до Арктуру» Ліндсей видав ще кілька романів, які також не мали комерційного успіху: «Мара» («The Haunted Woman», 1922), «Sphinx» (1923), «The Adventures of Monsieur de Mailly» (1926) — єдине нефантастическое твір Ліндсея, «Devil's Tor» (1932). Посмертно (1976, в одному томі) були опубліковані романи «The Violet Apple», написаний у 1924—1925 роках, але не знайшов видавця, і «The Witch», написаний у 1930-х роках. П'єса «A Christmas Play» була надрукована в 2003 році.
Існують також афоризми і філософські нотатки Ліндсея, лише частина з яких опублікована.